# كاكستون (كامبريدجشير)
كاکستون (كامبريدجشير) (بالإنجليزية: Caxton, Cambridgeshire)‏ هي قرية وأبرشية مدنية تقع في المملكة المتحدة في إنجلترا. يقدر عدد سكانها بـ 480 نسمة .